# PPM1F
PPM1F (англ. Protein phosphatase, Mg2+/Mn2+ dependent 1F) – білок, який кодується однойменним геном, розташованим у людей на короткому плечі 22-ї хромосоми. Довжина поліпептидного ланцюга білка становить 454 амінокислот, а молекулярна маса — 49 831.
| 10         |  | 20         |  | 30         |  | 40         |  | 50         |
| ---------- |  | ---------- |  | ---------- |  | ---------- |  | ---------- |
| MSSGAPQKSS |  | PMASGAEETP |  | GFLDTLLQDF |  | PALLNPEDPL |  | PWKAPGTVLS |
| QEEVEGELAE |  | LAMGFLGSRK |  | APPPLAAALA |  | HEAVSQLLQT |  | DLSEFRKLPR |
| EEEEEEEDDD |  | EEEKAPVTLL |  | DAQSLAQSFF |  | NRLWEVAGQW |  | QKQVPLAARA |
| SQRQWLVSIH |  | AIRNTRRKME |  | DRHVSLPSFN |  | QLFGLSDPVN |  | RAYFAVFDGH |
| GGVDAARYAA |  | VHVHTNAARQ |  | PELPTDPEGA |  | LREAFRRTDQ |  | MFLRKAKRER |
| LQSGTTGVCA |  | LIAGATLHVA |  | WLGDSQVILV |  | QQGQVVKLME |  | PHRPERQDEK |
| ARIEALGGFV |  | SHMDCWRVNG |  | TLAVSRAIGD |  | VFQKPYVSGE |  | ADAASRALTG |
| SEDYLLLACD |  | GFFDVVPHQE |  | VVGLVQSHLT |  | RQQGSGLRVA |  | EELVAAARER |
| GSHDNITVMV |  | VFLRDPQELL |  | EGGNQGEGDP |  | QAEGRRQDLP |  | SSLPEPETQA |
| PPRS       |  |            |  |            |  |            |  |            |

A: Аланін

C: Цистеїн

D: Аспарагінова кислота

E: Глутамінова кислота

F: Фенілаланін

G: Гліцин

H: Гістидин

I: Ізолейцин

K: Лізин

L: Лейцин

M: Метіонін

N: Аспарагін

P: Пролін

Q: Глутамін

R: Аргінін

S: Серин

T: Треонін

V: Валін

W: Триптофан

Кодований геном білок за функціями належить до гідролаз, протеїн-фосфатаз, фосфопротеїнів. 
Задіяний у таких біологічних процесах, як апоптоз, альтернативний сплайсинг. 
Білок має сайт для зв'язування з іонами металів, іоном магнію, іоном марганцю. 